# Größenperspektive
Die Größenperspektive (auch Größenabnahme, Verkürzung; englisch: perspektive size) ist eine Perspektiveart, bei der in Wirklichkeit gleich große Gegenstände bei zunehmender Entfernung auf einer Bildfläche kleiner dargestellt sind. Sie trägt der menschlichen Seherfahrung Rechnung, dass je weiter ein Gegenstand von den Betrachtenden entfernt ist, er umso kleiner erscheint.
Die Größenperspektive wird angewandt in den Bereichen Bühnendekoration, Grafik, Film, Fotografie, Malerei, Relief und Zeichnung, um Raumtiefe und Plastizität zu erzeugen. Sie gehört neben Überschneidung und Höhenstaffelung zu den einfachen Formen der Raumdarstellung. Die Darstellung von mehreren, in Wirklichkeit gleich großen, in die Tiefe sich aneinanderreihenden Gegenständen erzeugt in einem Bild besondere Raumtiefe. Beispiele sind Allee, Säulengang oder Häuserreihen.

## Beispiele zur Größenperspektive

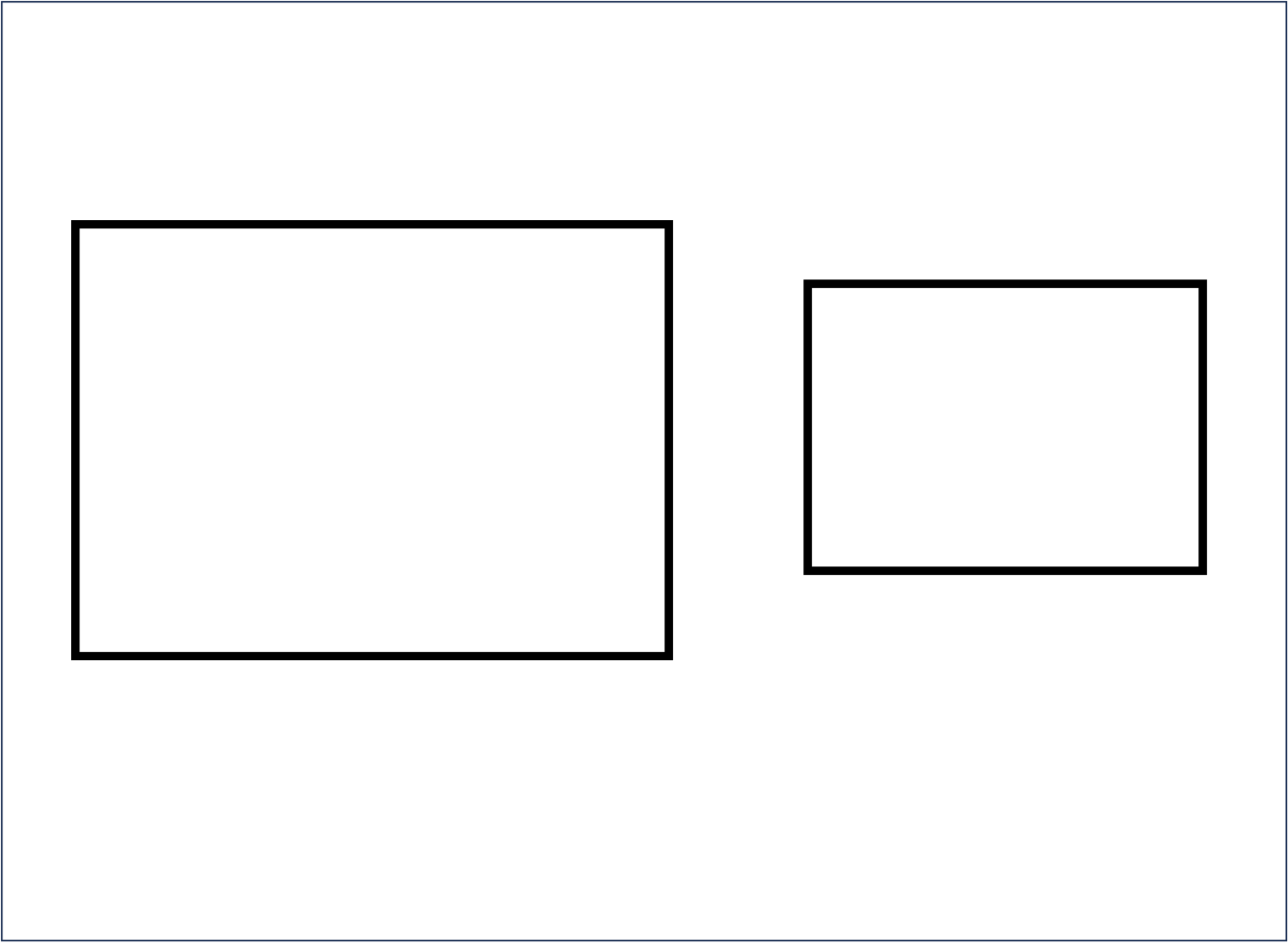
Größer bedeutet näher, kleiner bedeutet weiter entfernt.
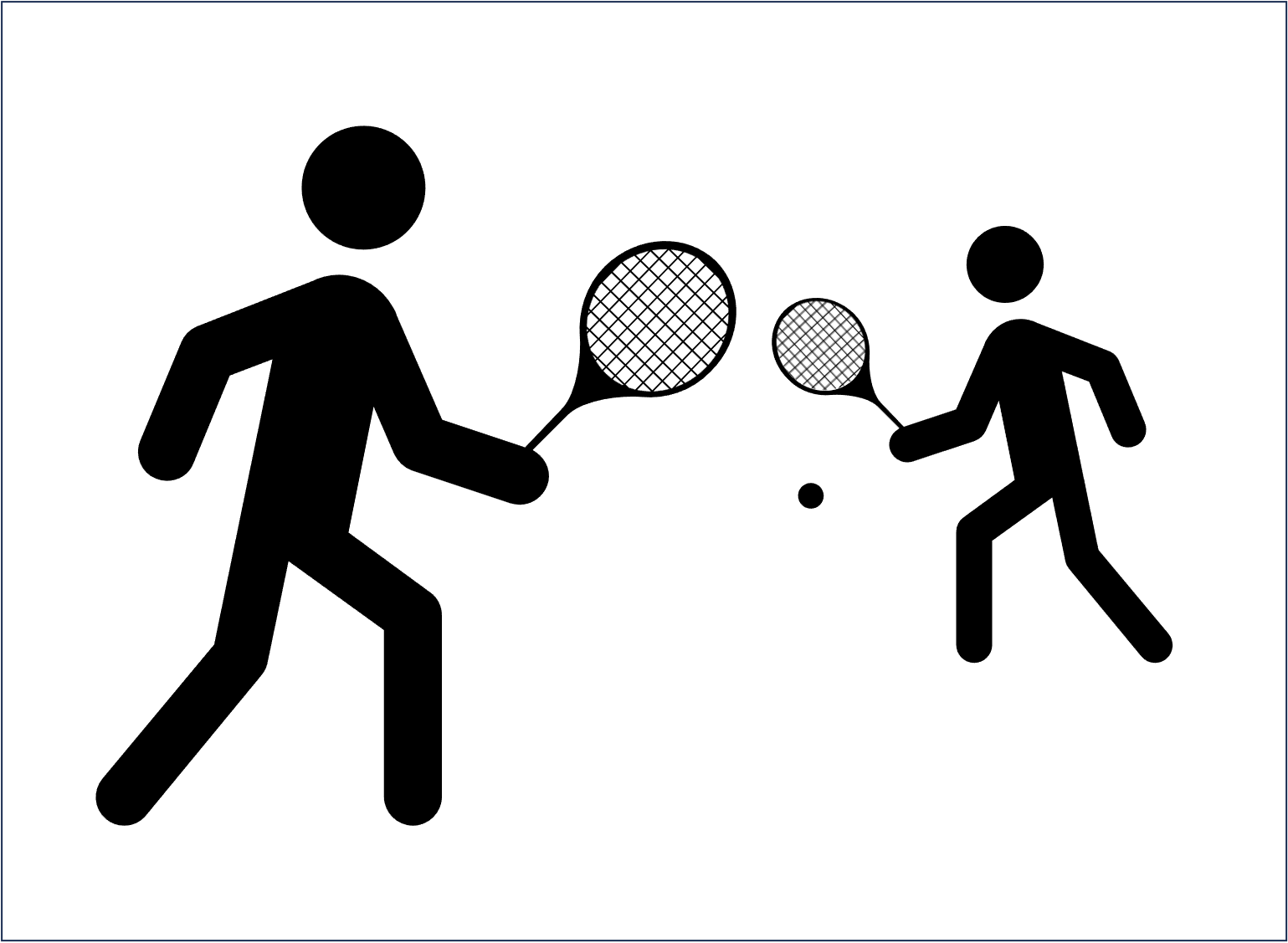
Grafik. Der größere Tennisspieler steht näher, der kleinere weiter weg.
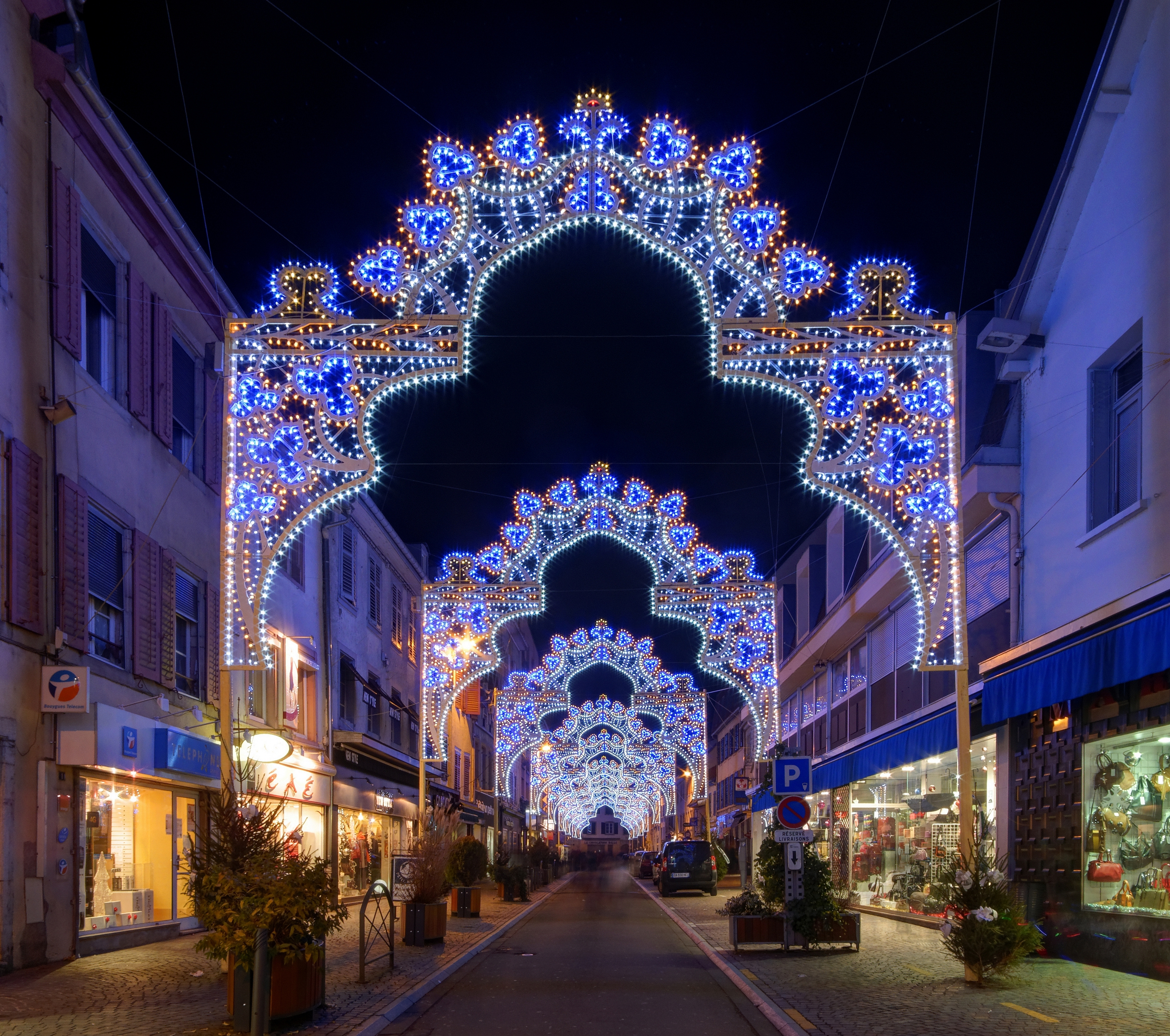
Fotografie. Die tor-ähnliche Weihnachtsbeleuchtung erscheint mit zunehmender Entfernung kleiner. Weihnachtsbeleuchtung in Montbéliard.
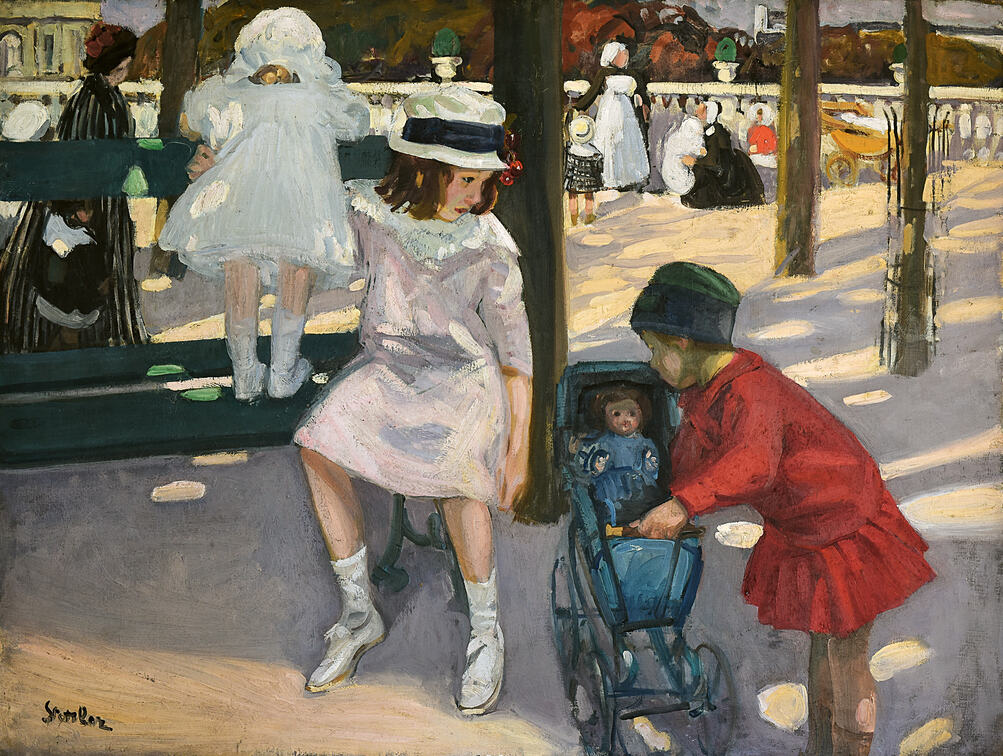
Malerei. Martha Stettler: Die kleinen Mütter, 1908.
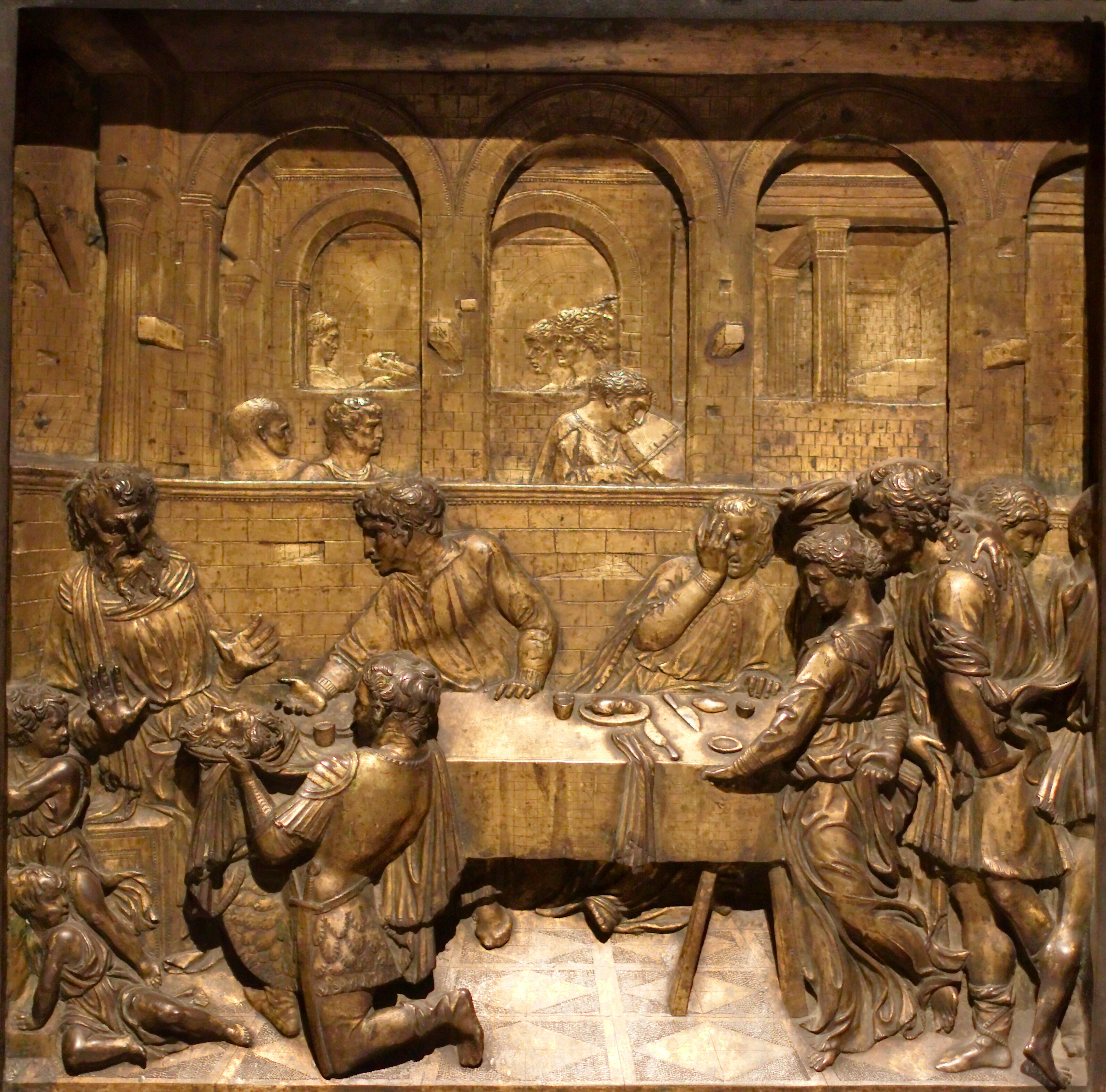
Relief. Die kleineren Personen und Bögen liegen weiter hinten. Donatello: Fest des Herodes, 1427. Baptisterium Siena.
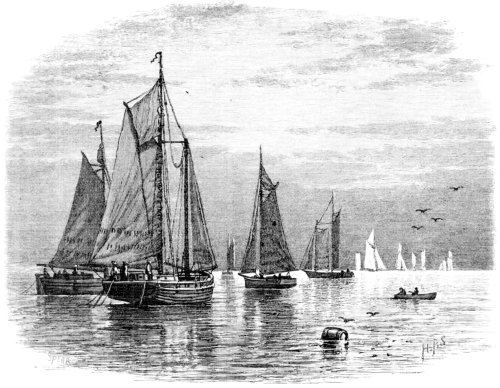
Zeichnung. Die kleiner werdenden Boote ziehen den Blick nach rechts in die Tiefe. Unbekannter Künstler: Flotte von Fischereischonern, 1878.
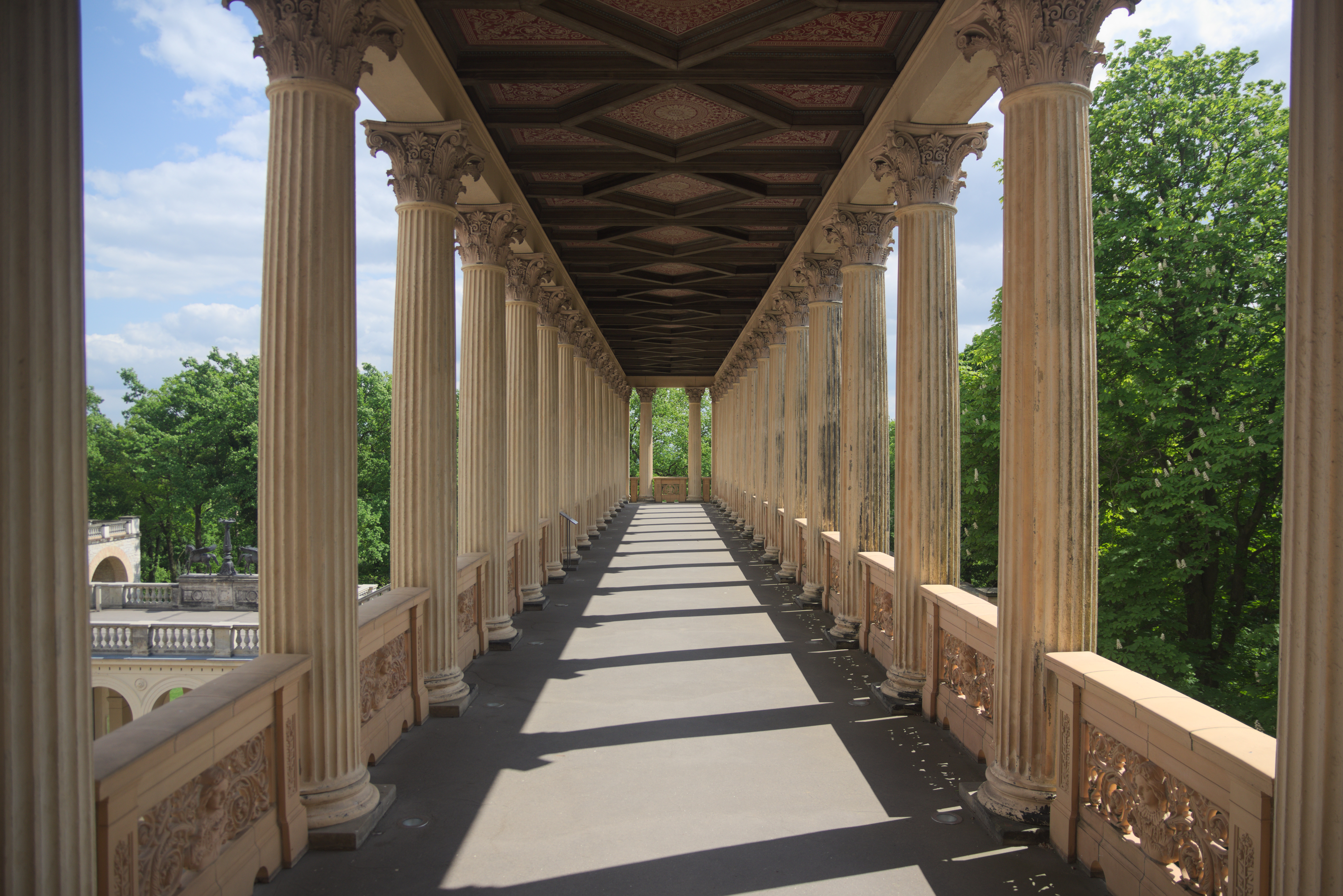
Fotografie. In Wirklichkeit gleich große Säulen bilden Säulenreihen und erzeugen eine große Raumtiefe. Belvedere Pfingstberg, Potsdam.
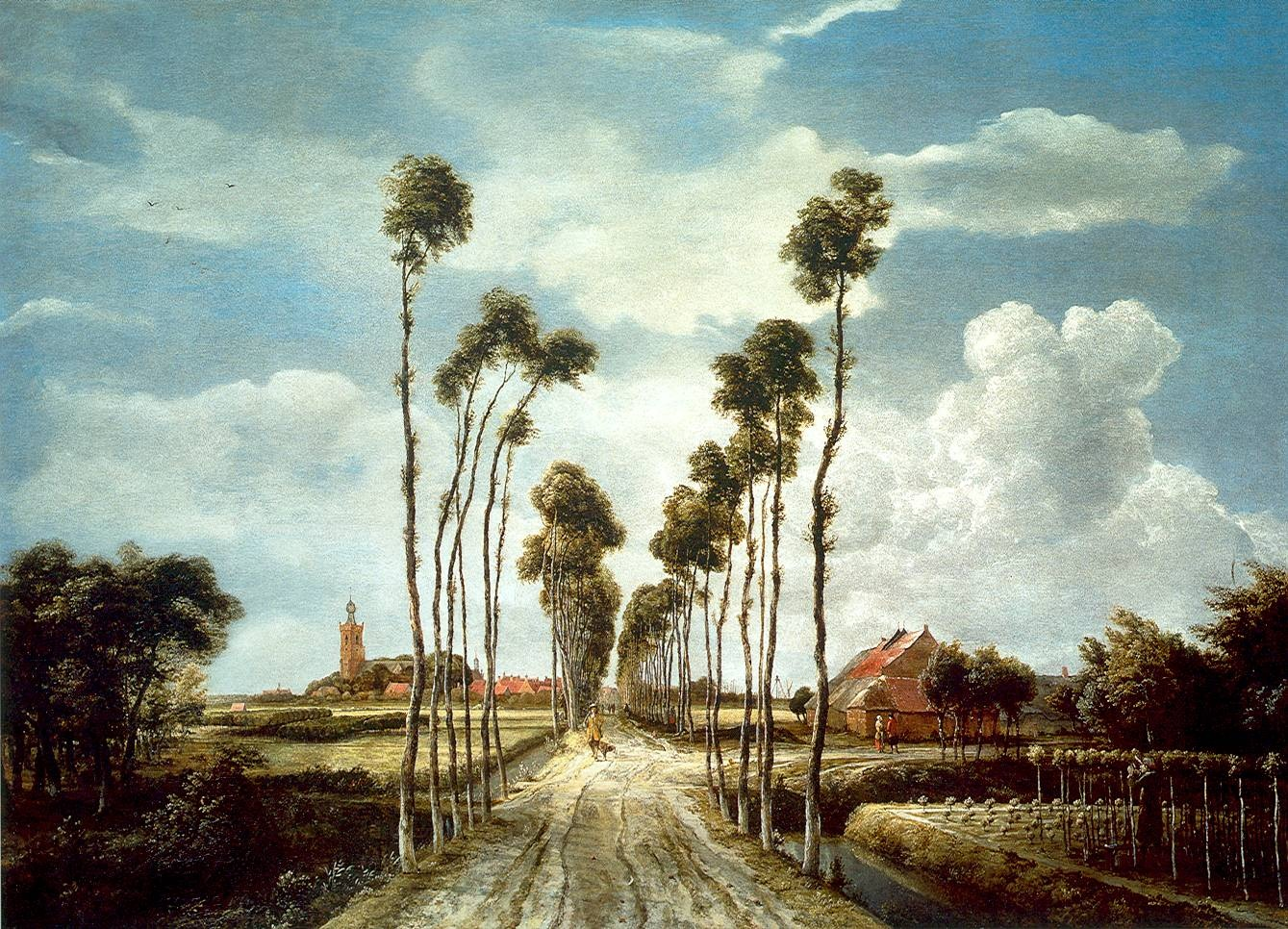
Malerei. Meindert Hobbema: Die Allee von Middelharnis, vor 1689.